# César Augusto Guzzetti
César Augusto Guzzetti, argentinski admiral in politik, * 6. september 1925, † 23. maj 1988.
Guzetti je bil minister za zunanje zadeve Argentine pod predsednikom Jorgejem Rafaelom Videlo (1976–1977].